# Schlacht um Avaricum
Arar – Bibracte – Elsass – Axona - Sambre – Octodurum – Avaricum – Gergovia – Lutetia – Armançon – Alesia – Uxellodunum
Die Schlacht um Avaricum bezeichnet die Belagerung und Eroberung des Oppidums Avaricum (heute Bourges) durch den römischen Feldherrn Gaius Iulius Caesar während des Gallischen Krieges im Jahr 52 v. Chr. Die erfolgreiche Eroberung Avaricums war entscheidend für den weiteren Kriegsverlauf, da die eroberten Vorräte erst die Fortführung des Krieges ermöglichten.

## Schlachtverlauf
Der gallische Fürst Vercingetorix, der Anfang 52 v. Chr. fast sämtliche gallische Völker zu dem letzten allgemeinen Versuch vereinigte, ihre Freiheit und Unabhängigkeit gegen das Römische Reich zu verteidigen, hatte schon drei Niederlagen in Vellaunodunum, Cenabum und Noviodunum Biturigum hinnehmen müssen. So entschied Vercingetorix seine Taktik zu ändern und direkte Gefechte mit Gaius Iulius Caesar zu vermeiden und durch Anwendung der Kriegstaktik der Verbrannten Erde Caesars Truppen den Nachschub abzuschneiden.
Im Winter des Jahres 52. v. Chr. gelangte Gaius Iulius Caesar mit seiner Armee vor die Stadtmauern von Avaricum und fand in unmittelbarer Umgebung überwiegend zerstörte Siedlungen, abgebrannte Felder und vernichtete Ernten vor. Alle Siedlungen in erreichbarer Nähe der römischen Armee waren auf Befehl des Vercingetorix zerstört worden. Nur das biturigische Avaricum war aufgrund des beständigen Flehens der Biturigen mit der Begründung, dass die sehr starke Befestigung durch einen Murus Gallicus die Eroberung unmöglich mache, verschont geblieben.
Als Caesars Truppen sich vor den Toren Avaricums sammelten und ihr Lager aufschlugen, ließen sich die Truppen von Vercingetorix 20 Kilometer entfernt von Avaricum nieder, um so einerseits den Rückzug oder die Flucht von Caesars Truppen zu verhindern und andererseits eine eventuelle Versorgung der römischen Truppen zu unterbinden.
Angesichts der schwierigen Versorgungssituation der römischen Truppen entschied sich Caesar zur Belagerung, zumal seine früheren Verbündeten, die Haeduer und die Boier, die Unterstützung der römischen Truppen eingestellt und sich Vercingetorix angeschlossen hatten.
Caesar befahl die Konstruktion einer eindrucksvollen Belagerungsvorrichtung mit zwei seitlichen Rampen für Belagerungstürme und einer zwischen den Rampen liegenden mit Treppen verbundenen Plattform für den Frontalangriff. Während der Fertigstellung der Konstruktion plante Vercingetorix einen Überfall auf Caesars verzweifelt nach Nahrung suchenden Versorgungstruppen und verlegte seine Kavallerie näher an Caesars Lager. Caesar konterte mit einem nächtlichen Eilmarsch zum Hauptlager des Vercingetorix. Daraufhin musste Vercingetorix zur Verteidigung seines Hauptlagers die Kavallerie wieder zurückverlegen. Nach 25 Tagen Konstruktionszeit und vereinzelten Angriffen der gallischen Truppen auf die römischen Soldaten – unter anderem mit dem Versuch, die gesamte Verbindungsplattform in Brand zu stecken – war die Belagerungsvorrichtung fertiggestellt.
Während eines starken Unwetters suchten die gallischen Wachsoldaten einen Unterschlupf auf. Diesen Mangel an Disziplin nutzte Caesar zum Angriff. Die Belagerungstürme wurden allmählich der Festungsmauer genähert, wobei man im Unterbau des Turmes Seilwinden einsetzte, die von Soldaten und Tieren gezogen wurden, welche gegen feindliche Bogenschützen durch eine Überdachung geschützt waren. Die auf den aufgeschütteten Rampen sich der Stadtmauer nähernden Belagerungstürme überragten dabei die zuvor aufgestockte Stadtmauer und ermöglichten eine schnelle Überwindung des Befestigungswerkes von Avaricum. Die in Avaricum eingeschlossenen Truppen zogen sich daraufhin weiter in das Stadtzentrum von Avaricum zurück und versuchten, den Angriff mit Bildung einer Keilformation abzuwehren. Anstatt aber die Keilformation anzugreifen, sammelten sich Caesars Truppen oberhalb des Befestigungswerkes, griffen jedoch nicht an. Dadurch entstand bei den gegnerischen Truppen große Unsicherheit, vereinzelte Truppenteile versuchten zu flüchten – und lösten so die Keilformation auf. Caesars Truppen, motiviert durch die schnelle Überwindung des Befestigungswerkes und begierig nach den reichhaltigen Nahrungsvorräten, griffen die Truppen daraufhin an und schlugen sie vernichtend. Von 40.000 Mann der gallischen Koalitionstruppen innerhalb Avaricums überlebten etwa 800 das Massaker.
Die erbeuteten Vorräte ermöglichten Caesar die Fortführung des Krieges, der schließlich 51/50 v. Chr. mit dem Sieg Roms endete.